# Општина Горњи Петровци
Општина Горњи Петровци (словен. Gornji Petrovci) је једна од општина Помурске регије у држави Словенији. Седиште општине је истоимено насеље Горњи Петровци.

## Природне одлике
Рељеф: Општина Горњи Петровци налази се у североисточном делу Словеније и погранична је са Мађарском. Општина се простире у северном делу области Прекомурје, који припада побрђу Горичко.
Клима: У општини влада умерено континентална клима.
Воде: Најважнији водоток је речица Велика Крка, која и извире на подручју општине. Остали водотоци су мали и њене су притоке.

## Становништво
Општина Горњи Петровци је ретко насељена.

## Насеља општине
| - Адријанци - Бореча - Горњи Петровци - Женавље - Кошаровци - Крижевци - Кукеч | - Луцова - Мартиње - Нерадновци - Пановци - Песковци - Стањевци - Шулинци |  |

## Додатно погледати
- Горњи Петровци